# کفر بطنا
کفر بطنا (به عربی: کفر بطنا) یک منطقهٔ مسکونی در سوریه است که در مرکز ریف دمشق واقع شده‌است.

## خصوصیات
کفر بطنا ۲۲٬۵۳۵ نفر جمعیت دارد.